# University College (Londra)
La University College London, nota anche con la sigla UCL, è una prestigiosa università britannica con sede a Londra, e un college costitutivo dell'Università di Londra.

## Storia

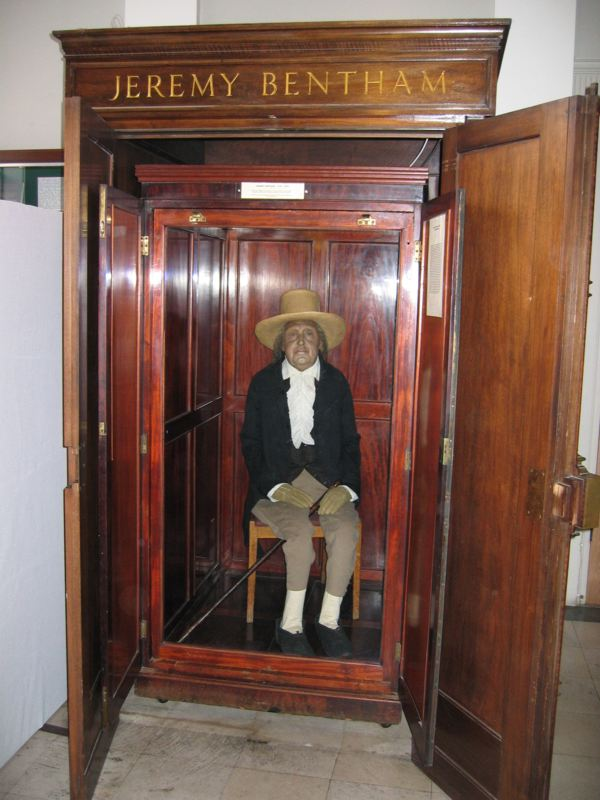
Il corpo imbalsamato di Jeremy Bentham in una sala pubblica dell'University College di Londra

L'UCL è la terza più antica università britannica. Fu fondata nel 1826 con il nome di "London University", come alternativa laica alle università di Oxford e Cambridge.

L'opposizione della Chiesa d'Inghilterra, tuttavia, le impedì di ottenere l'autorizzazione reale a conferire titoli accademici. Solo nel 1836, quando insieme al King's College diede vita all'Università di Londra, fu autorizzata a rilasciare titoli accademici per conto di quest'ultima.
Il filosofo Jeremy Bentham è considerato padre spirituale dell'UCL, avendo avuto un ruolo fondamentale nella sua fondazione e nei suoi primi anni di vita.
Nel 1973, presso l'UCL fu installato il primo nodo della rete ARPANET (precursore di Internet) al di fuori degli Stati Uniti d'America.

## Struttura
Anche se UCL fa volontariamente parte dell'Università di Londra, è per lo più comparabile ad un'università autonoma, che si autogoverna ed autofinanzia, assegnando le proprie lauree.

### Facoltà
L'università è costituita dalle seguenti undici facoltà:
- Arts and humanities
- Built environment
- Brain sciences
- Engineering sciences
- Institute of education
- Laws
- Life sciences
- Mathematical and physical sciences
- Medical sciences
- Population health sciences
- Social and historical sciences

### Campus
Il campus principale dello UCL si trova in Gower Street, a Bloomsbury, nell'area Central London ed include i dipartimenti di biologia, chimica, economia, ingegneria, geografia, storia, lingue, matematica, filosofia, scienze politiche, fisica e astronomia, le strutture precliniche della UCL Medical School, il London Centre for Nanotechnology, la Slade School of Fine Art, l'unione studentesca "UCL Union" (la più antica del Regno Unito), la UCL Science Library, il teatro "UCL Bloomsbury Theatre" ed il museo archeologico Petrie. Esso è raggiungibile con i mezzi pubblici e le stazioni della metropolitana più vicine sono Euston Square, Warren Street, Russell Square e Goodge Street.
Vicino a questo campus, sempre a Bloomsbury vi sono la facoltà di giurisprudenza, lo University College Hospital ed i seguenti istituti: UCL Cancer Institute, UCL Ear Institute, UCL Eastman Dental Institute, UCL Institute of Child Health, UCL Institute of Archaeology, UCL Institute of Child Health, UCL Institute of Neurology, UCL School of Slavonic and East European Studies. In altri punti della zona Central London vi sono lo UCL Institute of Ophthalmology, lo UCL Institute of Orthopedics and Musculoskeletal Science, il Royal Free Hospital ed il Whittington Hospital della UCL Medical School ed una serie di altre cliniche universitarie.

## Stemma

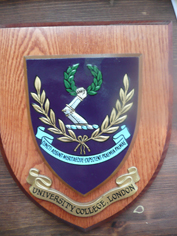
Stemma

UCL ha uno stemma, il quale rappresenta un braccio piegato ed alzato verso l'alto, rivestito da una corazza e con in mano una ghirlanda; i tradizionali colori accademici e sportivi dell'università sono il viola e l'azzurro, i quali derivano dal proprio stemma.

## Controversie
UCL è stata identificata come facente parte di un gruppo di università del Regno Unito, comunemente noto come G5, il quale ha iniziato ad agire come lobby e gruppo di pressione.
Secondo il Times Higher Education, le 5 istituzioni sono l'Imperial College London, la London School of Economics, l'Università di Cambridge, l'Università di Oxford, e lo University College London; esse vengono descritte come una super-élite, dal momento che sono già membri dell'elitario Russell Group.

## Galleria d'immagini

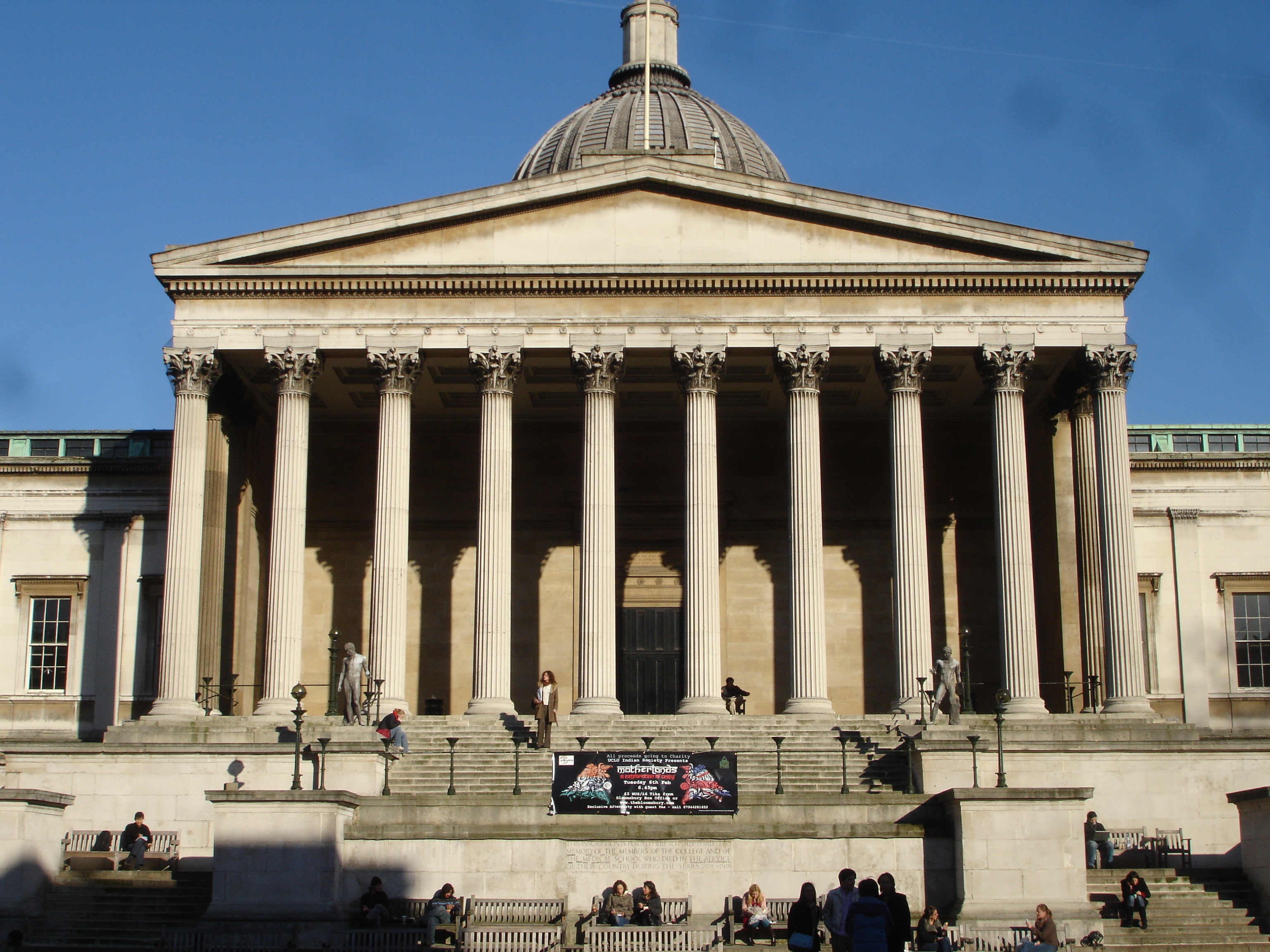
Portico del Main Building
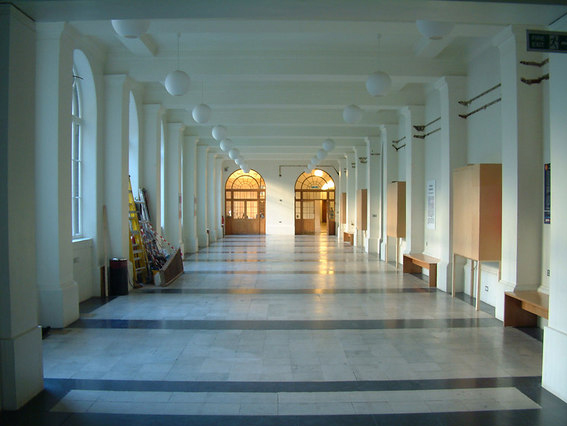
Chiostro all'interno del Main Building
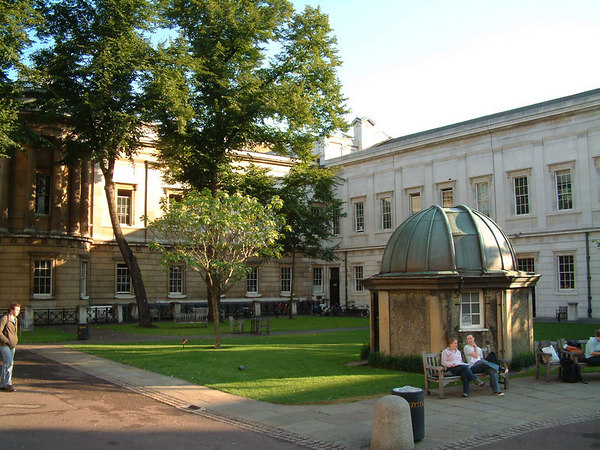
Cortile del campus di Bloomsbury (Londra)
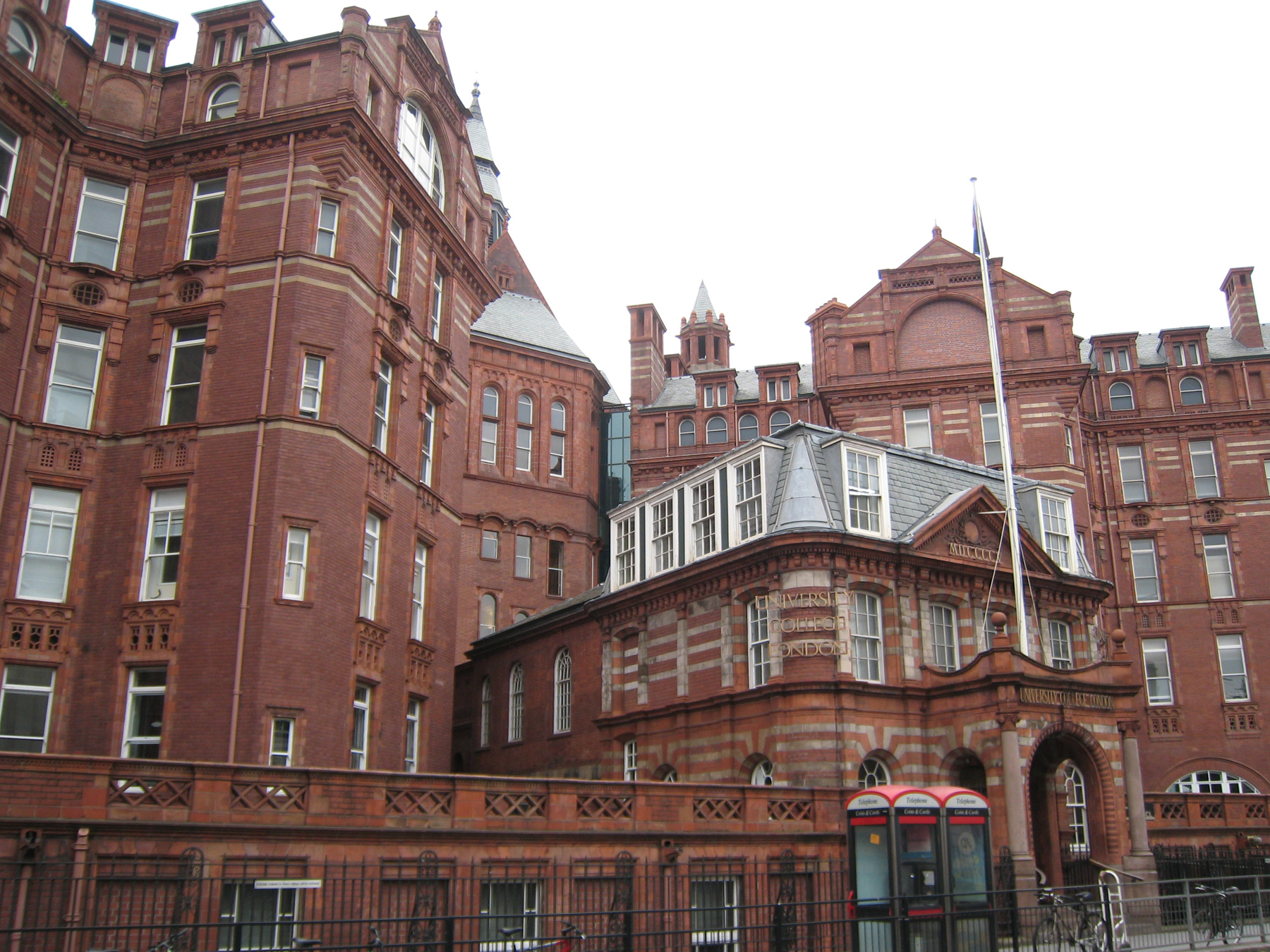
Il Cruciform Building (sede del Wolfson Institute for Biomedical Research e della UCL Medical School)
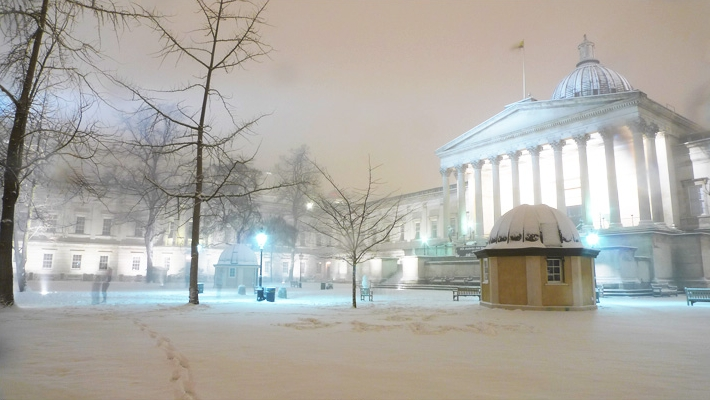
Campus di Bloomsbury innevato
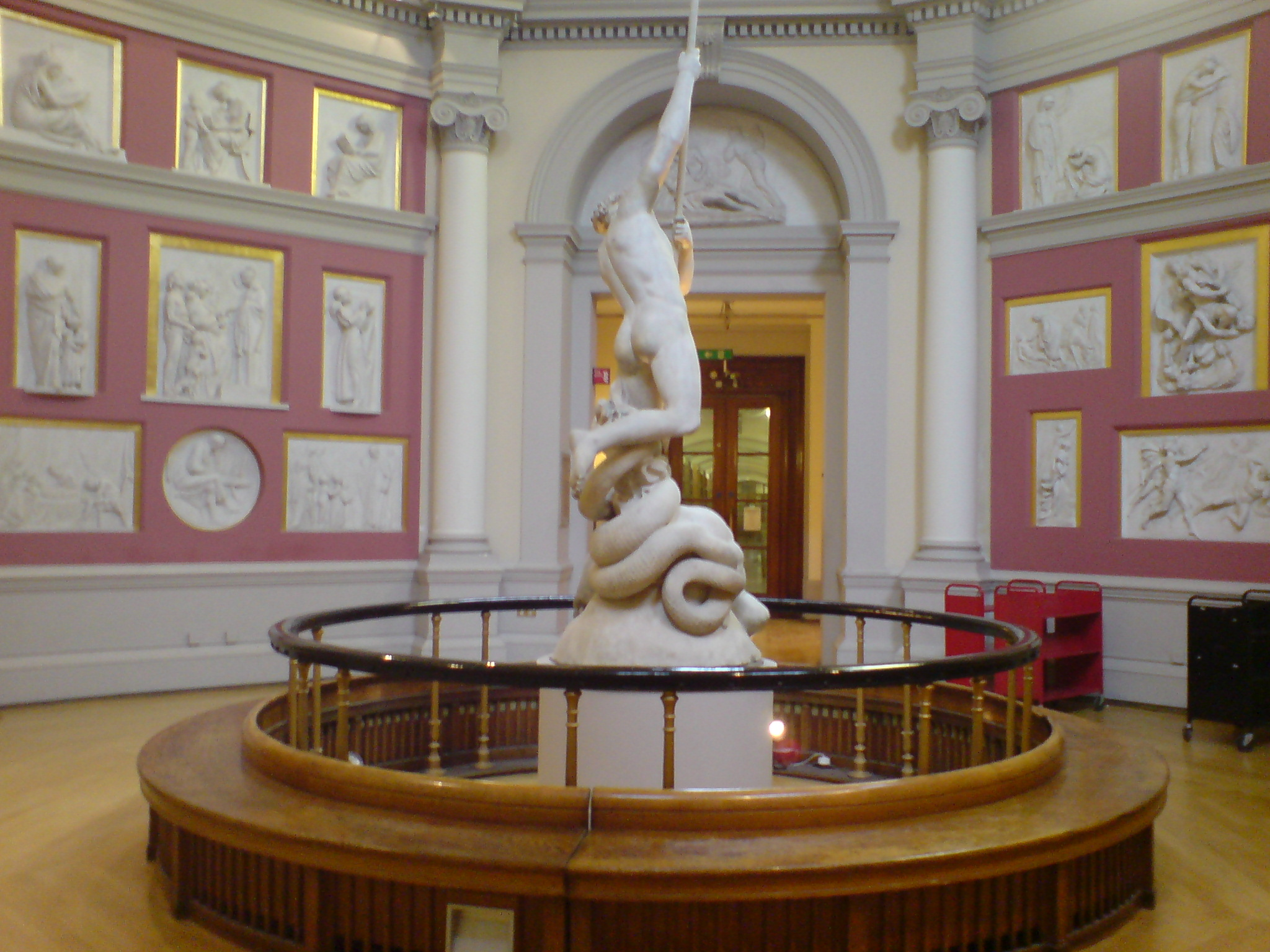
Scultura presente nella Flaxman Gallery
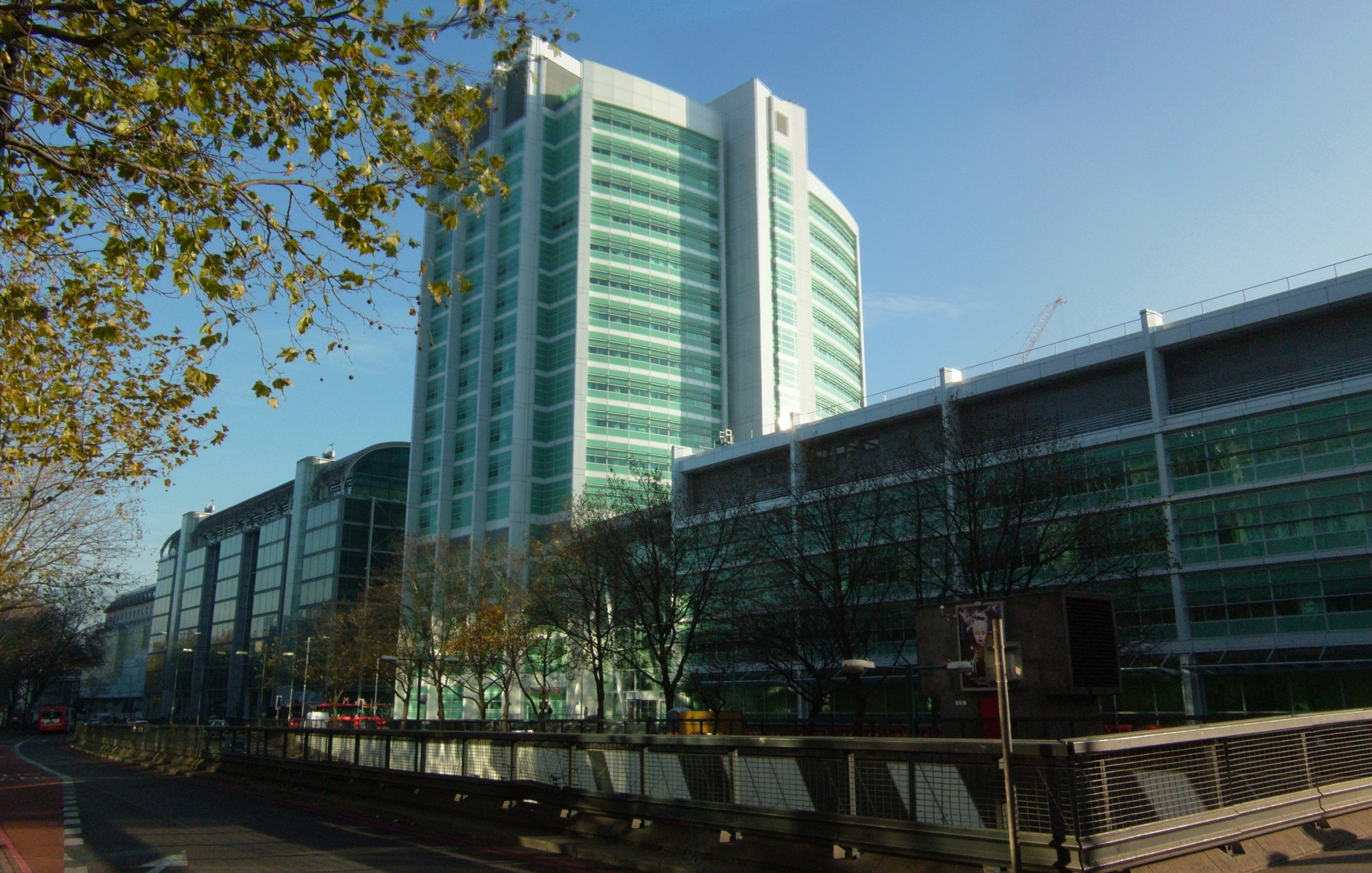
University College Hospital